# Gramps
Gramps(이전 명칭: GRAMPS, Genealogical Research and Analysis Management Programming System)는 자유-오픈 소스 가계도 소프트웨어이다. Gramps는 PyGObject를 사용하여 파이썬으로 프로그래밍되었다. Graphviz를 사용하여 관계 그래프를 만든다.
Gramps는 자유-오픈 소스 소프트웨어로서 일반인 기반 공동 생산방식의 드문 예이다. 취미가에게 직관적이고 사용하기 쉬우며 전문가들에게 기능이 풍부하다.